# Liceo Mazzini (Genova)
Il Liceo Classico e Linguistico Mazzini è una scuola secondaria di secondo grado situata a Genova. Composto da 3 plessi (la sede a Genova Sampierdarena, la succursale classico a Genova Pegli e la succursale linguistico a Genova Sestri Ponente), è stato fondato nel 1933. Fino al 2011 era costituito solo dal classico, finché, proprio in quell'anno, l'allora preside Mario Eugenio Predieri aprì l'indirizzo parallelo linguistico.
Dall'a.s. 2021/2022 la dirigente scolastica è la professoressa Monica Pasceri.
Oltre agli indirizzi "canonici" di classico e linguistico, nel 2019 è stato aperto un sotto-corso per il classico chiamato Aureus, dove storia dell'arte diventa centrale, insegnata a partire dal primo anno (e non dal terzo come nelle altre sezioni) e affrontata anche attraverso le altre discipline.
Il giornalino della scuola (chiuso diversi anni fa, poi riaperto nel 2018 e chiuso nuovamente nel 2019) si chiamava Fatis, ed è accompagnato da altri strumenti (ufficiali della scuola o fondati e gestiti da studenti) collegati al liceo, come le pagine social ufficiali della scuola, la pagina social di aggiornamento dei rappresentanti di istituto (PostaMazzini), pagine di meme e satira sul liceo e Mazzini Alumni, ovvero un'associazione nata qualche anno fa con l'intento di riunire gli ex alunni del liceo, facendo anche sì di valorizzare e "mettere in mostra" i risultati e i successi ottenuti dagli ex studenti del Mazzini.
Il liceo offre agli studenti un corso di teatro gestito dalla scuola e diretto dall'attrice e regista teatrale Sara Damonte, oltre a varie altre attività scolastiche ed extra-scolastiche, come progetti organizzati dal liceo per PCTO, le squadre della scuola di Beach volley e altri sport e il progetto di attività motoria "cuori in salute".

## Ex Mazziniani noti
- Alberto Lupo, comico, attore e conduttore (1924-1984)
- Bruno Orsini, politico italiano (n. 1929)
- Renzo Piano, architetto (n. 1937)
- Franco Malerba, astronauta (n. 1946)
- Enrico Montolivo, imprenditore e amministratore delegato della storica Giglio Bagnara (n. 1951)
- Franco Boggero, storico dell'arte e musicista (n. 1953)
- Marco Ferrando, politico (n. 1954)
- Bruno Coli, musicista (n. 1957)
- Edoardo Rixi, politico (n. 1974)
- Filippo Grondona, conduttore (n. 2000)